# Giovanni Vitrotti
Giovanni Vitrotti (né le 1er mai 1874 à Turin et mort le 1er décembre 1966 à Rome) est un directeur de la photographie et réalisateur italien.

## Filmographie partielle

### Directeur de la photographie
- 1909 : Néron (it) (Nerone) de Luigi Maggi
- 1928 : Villa Falconieri de Richard Oswald
- 1928 : Leontines Ehemänner de Robert Wiene
- 1928 : Unfug der Liebe de Robert Wiene
- 1928 : Der fidele Bauer de Franz Seitz
- 1929 : Un homme fort (Mocny człowiek) de Henryk Szaro
- 1931 : Les Monts en flammes (Berge in Flammen) de Karl Hartl et Luis Trenker
- 1937 : Contessa di Parma d'Alessandro Blasetti
- 1942 : Fra' Diavolo de Luigi Zampa
- 1943 : Gli ultimi filibustieri de Marco Elter
- 1950 : Contre la loi (Contro la legge) de Flavio Calzavara

### Réalisateur
- 1911 : Le Prisonnier du Caucase (Kavkazskij plennik)